# Planadorismo nos Jogos Olímpicos de Verão de 1936
O Planadorismo nos Jogos Olímpicos de Verão de 1936, em Berlim fez parte do programa destes Jogos apenas como um esporte de demonstração.
O Planadorismo foi desenvolvido na Alemanha na década de 1920, mas se espalhou amplamente por volta de 1936, permitindo uma demonstração internacional para o Comitê Olímpico Internacional (COI).
Nenhuma competição de fato aconteceu, e nenhum prêmio foi permitido pelo COI. O ISTUS (Internationale Studienkommission für motorlosen Flug), que mais tarde passou a fazer parte da FAI Gliding Commission, queria entregar prêmios, mas isso não aconteceu.
A apresentação dos pilotos dos planadores nas Olimpíadas de Berlim de 1936 ocorreu no campo de aviação Berlin-Staaken em 4 de agosto. Participaram 14 pilotos de sete países (Bulgária, Itália, Hungria, Iugoslávia, Suíça, Alemanha e Áustria). No dia anterior, uma asa de planador quebrou durante um vôo acrobático de um austríaco, Ignaz Stiefsohn, levando-o a óbito.
O piloto húngaro Lajos Rotter declarou na noite de 10 de agosto em Rangsdorf que no dia seguinte voaria para Kiel, onde estavam acontecendo os eventos de vela olímpica. Ele então voou com seu planador Nemere para Kiel quando o tempo estava ruim. Na chegada sobre Kiel a uma altitude de 650 m, ele saudou o local olímpico com duas voltas e pousou em Holtenau 4h31min após o lançamento. A distância percorrida foi de 336,5 km. Este foi então o mais longo vôo alvo pré-declarado por um planador.
O Planadorismo foi oficialmente aceito pelo Comitê Olímpico Internacional (COI) em sua Conferência do Cairo de 1938 como parte do grupo "facultativo" (opcional) de esportes, e seria realizado pela primeira vez nos Jogos Olímpicos de Verão de 1940. Um planador olímpico, o DFS Olympia Meise, foi escolhido em 1939, mas os Jogos foram cancelados devido à eclosão da Guerra Soviético-Finlandesa.